# Rieti (província)
A província de Rieti é uma província italiana da região do Lácio com cerca de 151 000 habitantes, densidade de 55 hab/km². Está dividida em 73 comunas, sendo a capital Rieti.
Faz fronteira a norte com a Úmbria (província de Perugia e província de Terni), a este com a região das Marcas (província de Ascoli Piceno) e com o Abruzzo (província da Áquila e província de Teramo), e a oeste, ao longo do rio Tibre, com a província de Viterbo e a província de Roma.